# Cofidis (kredietinstelling)
Cofidis (Compagnie financière de distribution) is een Franse verstrekker van consumentenkredieten en verzekeringen van consumentenkredieten online of via de telefoon. Cofidis België maakt onderdeel uit van Cofidis Group (eigenaar van Monabanq en dochtermaatschappij van de Franse bankgroep Crédit Mutuel) en is een van de grotere financiële dienstverleners in België. Het hoofdkantoor van Cofidis België bevindt zich in Orcq (Doornik).

## Geschiedenis
Cofidis is opgericht in 1982 door 3 Suisses International om aankopen te kunnen financieren bij de intussen failliet verklaarde modecatalogus. De eerste vestiging buiten Frankrijk werd in 1985 geopend in België onder de naam Alfigen (afkorting van Algemene financiering/Financement général). In 1996 werd de naam gewijzigd naar Cofidis België.
In 2008 kocht Crédit Mutuel het bedrijf over en sinds 2024 is Crédit Mutuel Alliance Fédérale de enige aandeelhouder van Cofidis Group, dat op zijn beurt de enige aandeelhouder is van Cofidis België.
Naast Frankrijk en België is het bedrijf ook actief in Spanje, Portugal, Italië, Tsjechië, Hongarije, Polen en Slowakije.

## Activiteiten
Cofidis biedt de volgende types diensten aan:
- Herbruikbare kredieten zoals revolving en geldreserves
- Mastercard by Cofidis
- Leningen op afbetaling
- Hergroepering van kredieten
- Kredietverzekeringen (schuldsaldo)

## Communicatie
De slogan van Cofidis België luidt als volgt: 'Libre d'avancer' in het Frans en 'Vooruit op jouw manier' in het Nederlands. Het bedrijf streeft er naar eigen zeggen naar mensen op een verantwoorde manier te helpen hun plannen waar te maken.

## Sport
Het bedrijf is sedert 1996 eigenaar van de wielerploeg Cofidis. Het was tot 2015 ook de sponsor van de Beker van België, die de Cofidis Cup werd genoemd.